# Тушинская чулочная фабрика
Тушинская чулочная фабрика — советское текстильное предприятие в одноимённом районе Москвы.
В XIX веке на месте фабрики располагались мельницы на реке Сходня. В 1860-х годах купцы начали организовывать там текстильные производства, на территории будущей фабрики к концу века стали возводить каменные здания для производства одежды, главным образом усилиями купцов Сувировых. В начале XX века начался кризис в отрасли, и в 1912 году фабрика Сувирова была закрыта. В 1915 году пустовавшие здания занял эвакуированный из Риги после начала войны завод резиновых изделий «Проводник». Главное производственное строение (ныне улица Василия Петушкова, 8) было надстроено с 3 этажей до 5, 2000 работников производили для военных нужд изолированные провода и автомобильные шины. Кроме производственных зданий было возведено общежитие. В 1918 году завод был национализирован и стал известен как «Государственный завод резиновой промышленности». В начале 1920-х годов нехватка сырья привела к закрытию завода.
В его здании в 1929 году была открыта «Тушинская чулочная фабрика», укомплектованная американским оборудованием. Производя женские и детские чулки с носками, она быстро развивалась, в 1930-х годах на ней работали 4000 человек, и вокруг разросся рабочий посёлок Трикотажный. В 1940-х годах посёлок и фабрика, где трудились уже 7000 работников, стали частью новообразованного города Тушино. Во время войны оборудование эвакуировалось в Тюмень. В 1950-х годах численность работников сократилась до 5000. Кроме постройки производственных и жилых зданий на левом берегу Сходни, на правом возвели фабричные дом культуры (улица Василия Петушкова, 29; ныне Тушинская евангельская церковь) и стадион «Труд» (сейчас регбийное поле ДЮСШ № 103). В 1979 году фабрика получила орден «Знак Почёта». К 1980 году она выпускала 10 изделий Государственным знаком качества. Предприятие продолжало развиваться, закупалось оборудование из капиталистических стран. Работники и фабрика в целом много раз поощрялись правительственными наградами.
В перестройку фабрика превратилась в арендное предприятие. В постсоветское время она стала сначала АОЗТ, потом ЗАО. В 2000-х годах фабрика была признана банкротом и ликвидирована. Здания были заняты другими организациями, в том числе ООО «Тоннельный отряд-40».
Фабрика дала название таким существующим сейчас объектам, как Фабричный и Трикотажный проезды, а также железнодорожная платформа «Трикотажная».